# Eisothistes melliflua
Eisothistes melliflua är en fjärilsart som beskrevs av Paul Dognin 1911. Eisothistes melliflua ingår i släktet Eisothistes och familjen mätare. Inga underarter finns listade i Catalogue of Life.